# جاشوا باست

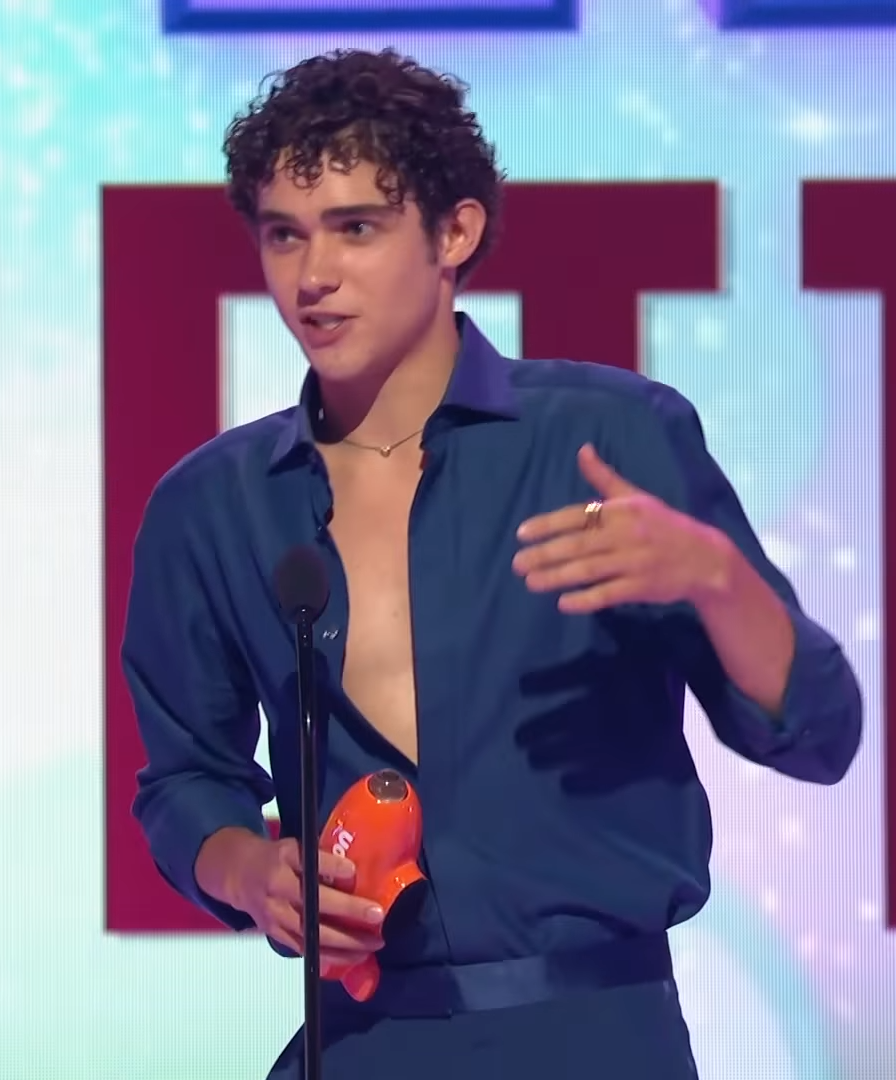
جاشوا تیلور باست - ۲۰۲۲

جاشوا تیلور باست (به انگلیسی: Joshua T Bassett) (متولد ۲۲ دسامبر ۲۰۰۰) بازیگر، خواننده و ترانه‌سرای امریکاییست. او در سریال دبیرستان موزیکال :موزیکال: سریال شناخته شد.

## اوایل زندگی
او فرزند تایلور و لورا باست می‌باشد و در کالیفورنیا متولد و بزرگ شد وی همچنین دارای پنج خواهر می‌باشد.
بیش از یک دهه قبل از بازی او در نقش ریکی در سریال دبیرستان موزیکال :موزیکال: سریال، اولین معرفی تئاتر موزیکال او در هشت سالگی اش اتفاق افتاد و پس از ان تاکنون بیش از ۳۰ موزیکال بازی کرده‌است.
وی همچنین خواننده است و گیتار پیانو و درام می‌نوازد.

## حرفه
اولین نقش قابل توجه باست در سال ۲۰۱۸ بود وقتی که نقش ایدان پیترز را در سریال Stuck in the Middle از شبکه دیزنی بازی کرد. وی در اولین بازی در نقش اول، در سن ۱۷ سالکی نقش ریکی بوون را در سریال دبیرستان موزیکال بازی کرد. طبق گفته عوامل فیلم باست با آهنگسازی "
just for a moment" با همکار اولیویا رودریگو برای موسیقی متن این سریال همکاری کرد.
در اوایل سال ۲۰۲۰، باست با شرکت استعداد و سرگرمی آژانس استعدادهای درخشان یونایتد، قرار داد امضا کرد. او نخستین تک آهنگ خود با نام "Common Sense" را در تاریخ ۳ آوریل سال ۲۰۲۰ منتشر کرد.

## حرفه موسیقی
| عنوان                                 | سال  | البوم                                        |
| ------------------------------------- | ---- | -------------------------------------------- |
| just for a moment (با Olivia Rodrigo) | ۲۰۲۰ | High School Musical: The Musical: The Series |
| common sense                          | ۲۰۲۰ | تک آهنگ                                      |

## حرفه بازیگری
| سال  | عنوان                                        | در نقش      | یادداشت                                                |
| ---- | -------------------------------------------- | ----------- | ------------------------------------------------------ |
| ۲۰۱۷ | Lethal Weapon                                | ویل         | قسمت: "خطر پرواز"                                      |
| ۲۰۱۸ | Game Shakers                                 | بروک        | قسمت: "عزیزم و پسران"                                  |
| ۲۰۱۸ | Dirty John                                   | جان جوان    | قسمت: "پروردگار اعدام کننده"                           |
| ۲۰۱۸ | Stuck in the Middle                          | ایدان پیترز | تکرار نقش، ۹ قسمت                                      |
| ۲۰۱۹ | Grey's Anatomy                               | لینوس       | قسمت‌ها: "دوست دختر در حالت اغما"، "داروی جدید می‌خواهم" |
| ۲۰۲۰ | High School Musical: The Musical: The Series | ریکی بوون   | نقش اصلی                                               |